# Michail Osipovič Ejzenštejn
Michail Osipovič Ejzenštejn (rusky: Михаил Осипович Эйзенштейн, lotyšsky: Mihails Eizenšteins; 17. září 1867 Bila Cerkva – 2. července 1920 Berlín) byl lotyšský architekt židovského původu narozený na Ukrajině. Pracoval především v Rize, v době jejího velkého stavebního rozmachu na konci 19. a na začátku 20. století. Většina jeho staveb je řazena k secesi, jíž Riga proslula. Jeho budovy se vyznačují značnou zdobností a patří k nejslavnějším budovám ve městě, je jich okolo dvaceti a jsou koncentrovány zejména na ulicích Alberta a Elizabetes. Jeho syn Sergej Ejzenštejn se stal známým filmovým režisérem.
Narodil se v rodině židovského obchodníka, roku 1897 konvertoval k pravoslaví. Vystudoval stavební inženýrství v Petrohradě, absolvoval roku 1893. Po studiích se přestěhoval do Rigy, kde působil do roku 1917. Po říjnové revoluci se připojil k bělogvardějcům. Jeho syn se rozhodl připojit k bolševikům, což ukončilo jejich vztah. Po skončení ruské občanské války a vítězství bolševiků se Ejzenštejn usadil v Berlíně, kde v roce 1920 zemřel. Byl pohřben na ruském pravoslavném hřbitově v Berlíně.

## Galerie

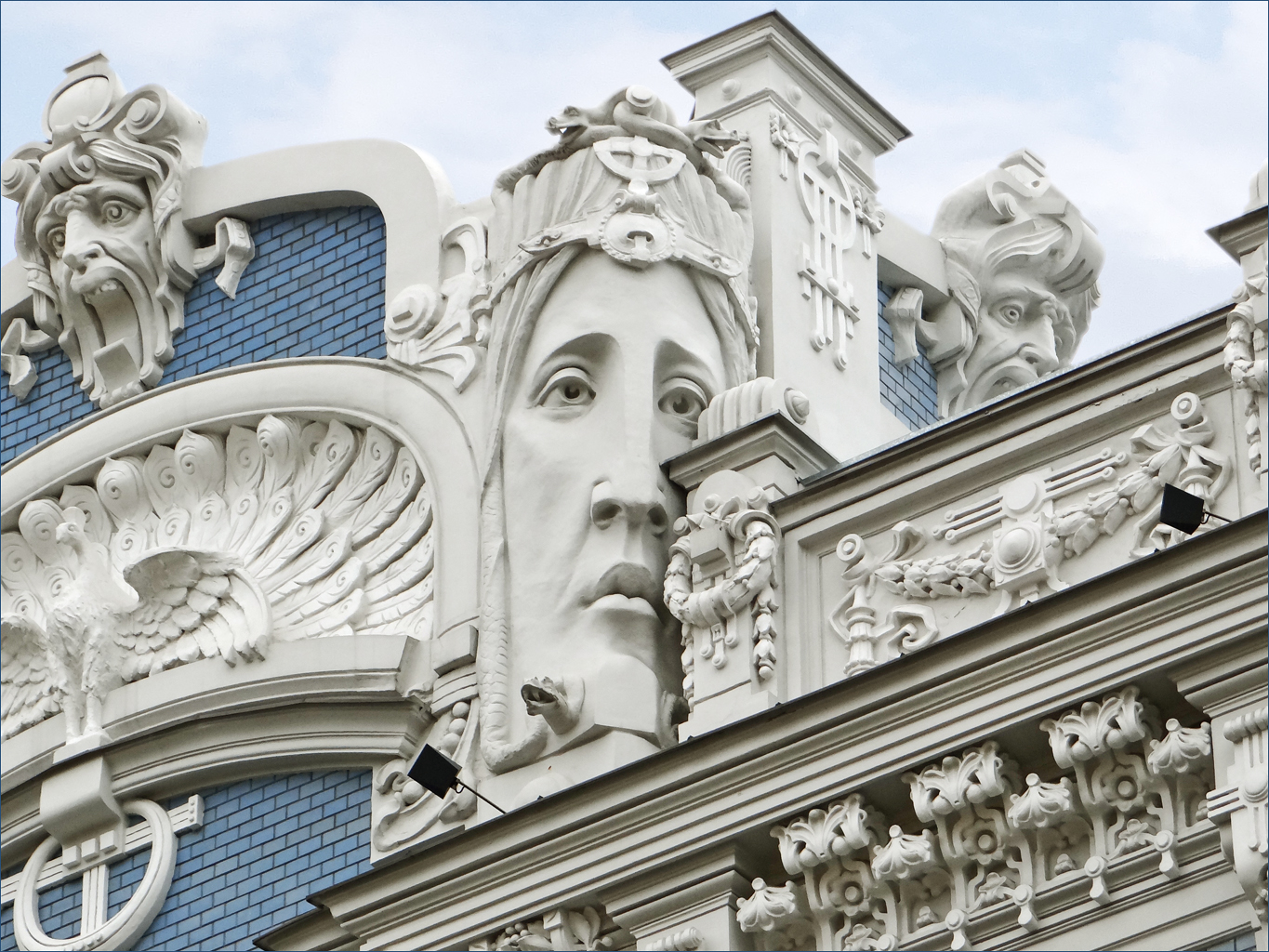
Výzdoba budovy na Elizabetes iela 10b
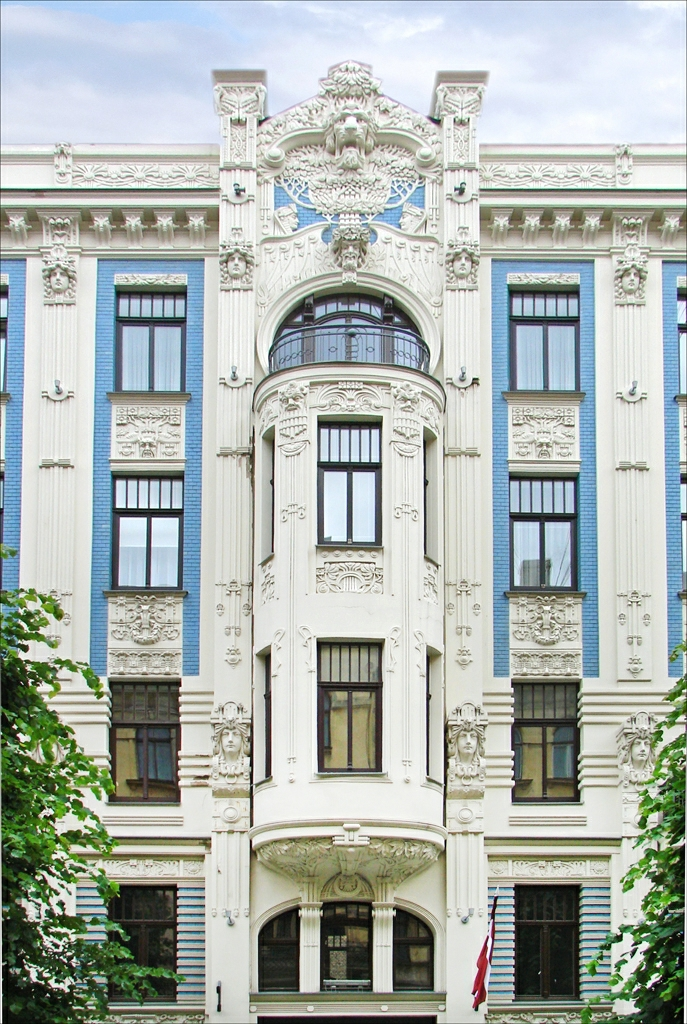
Budova na Alberta iela 8
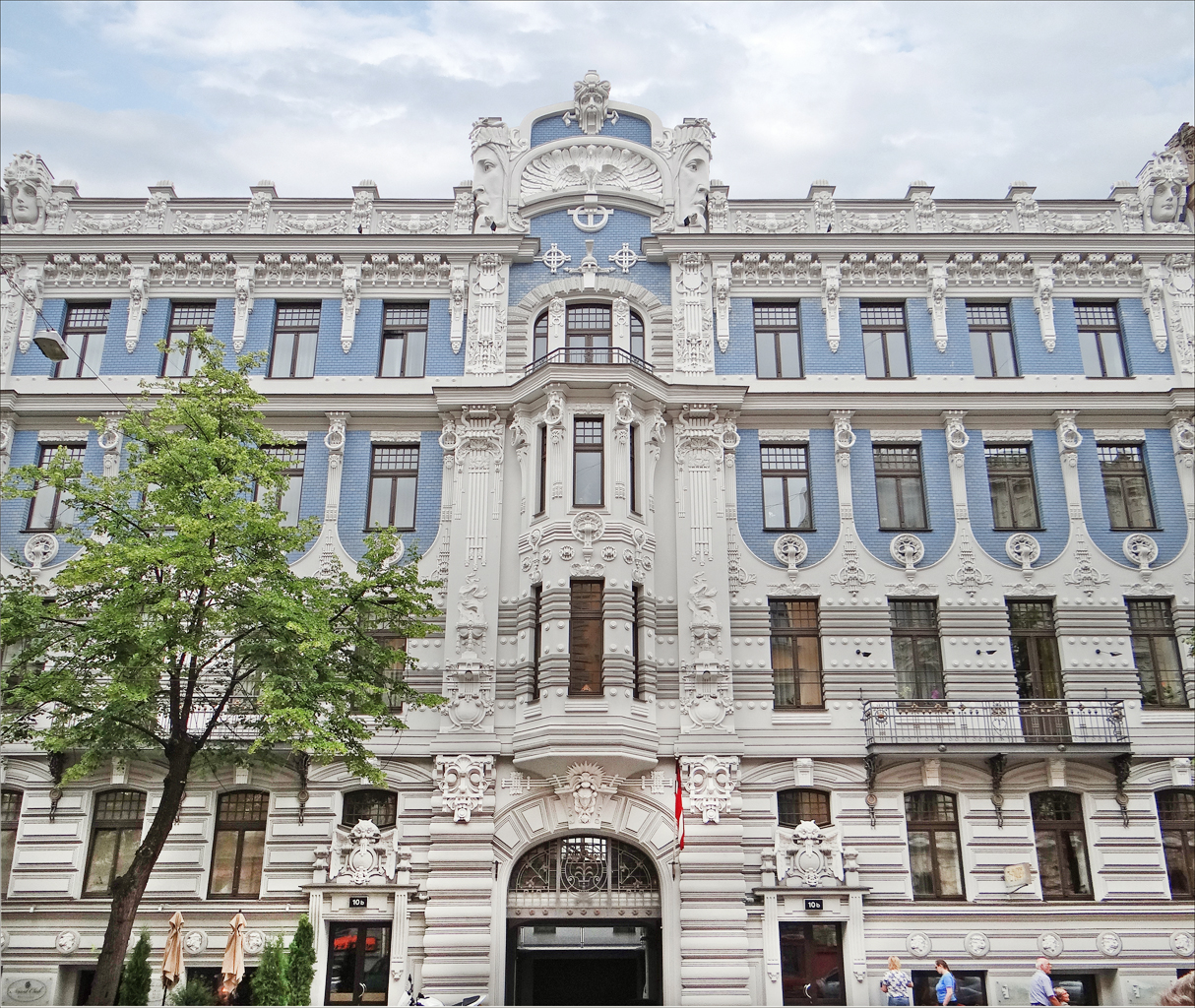
Budova Elizabetes iela 10b
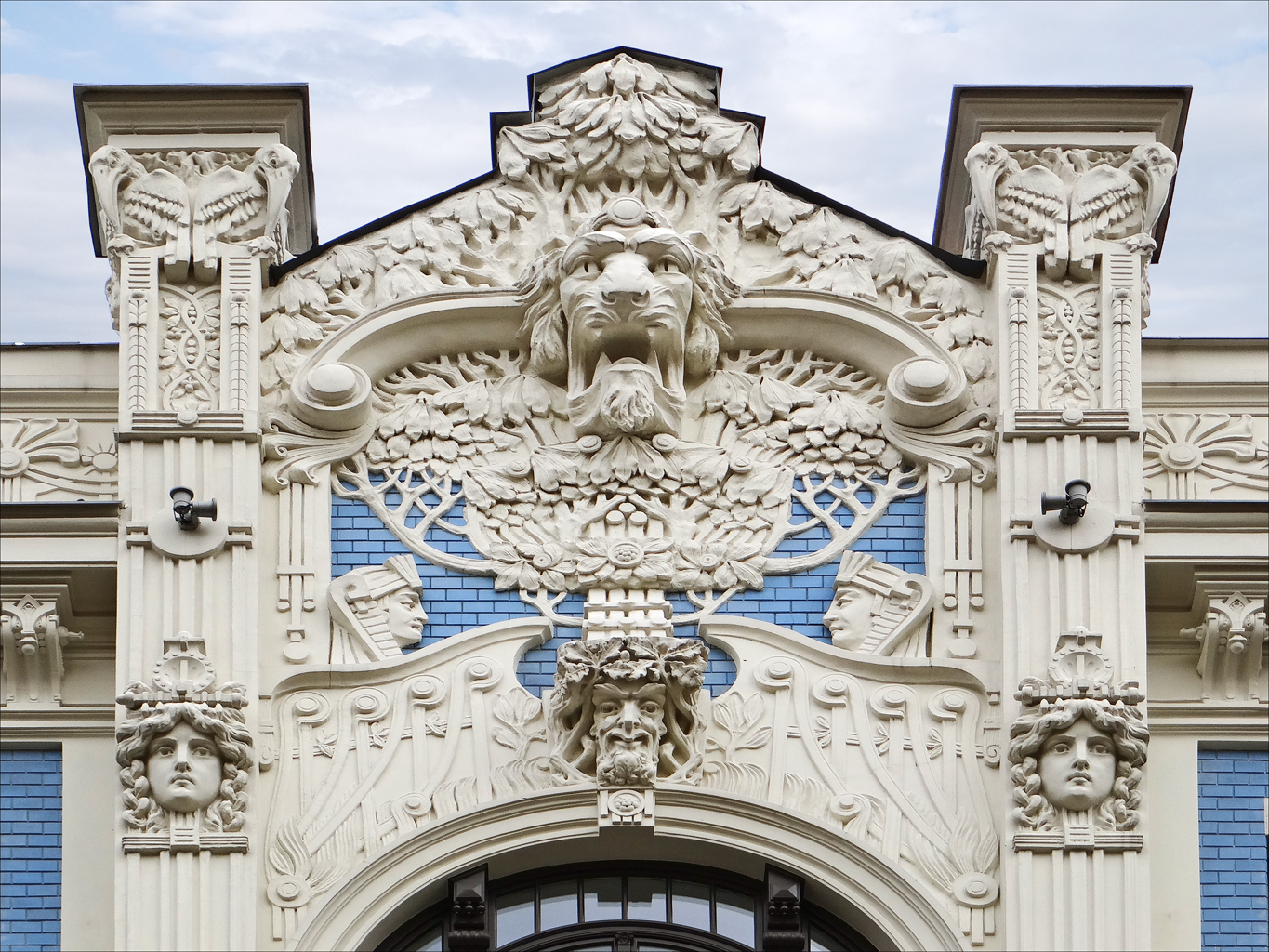
Výzdoba domu na Alberta iela 8
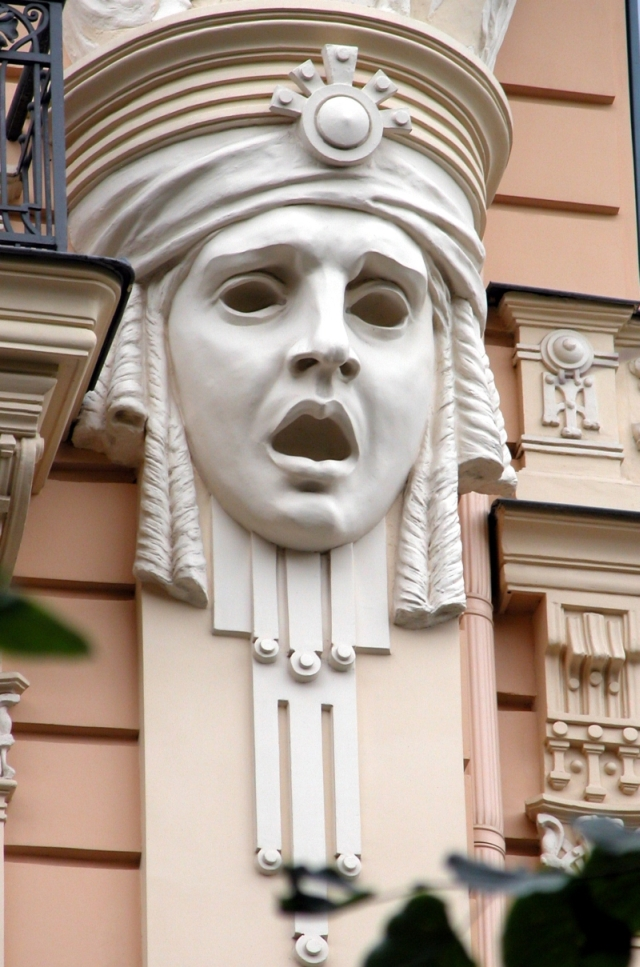
Výzdoba domu na ulici Strelnieku
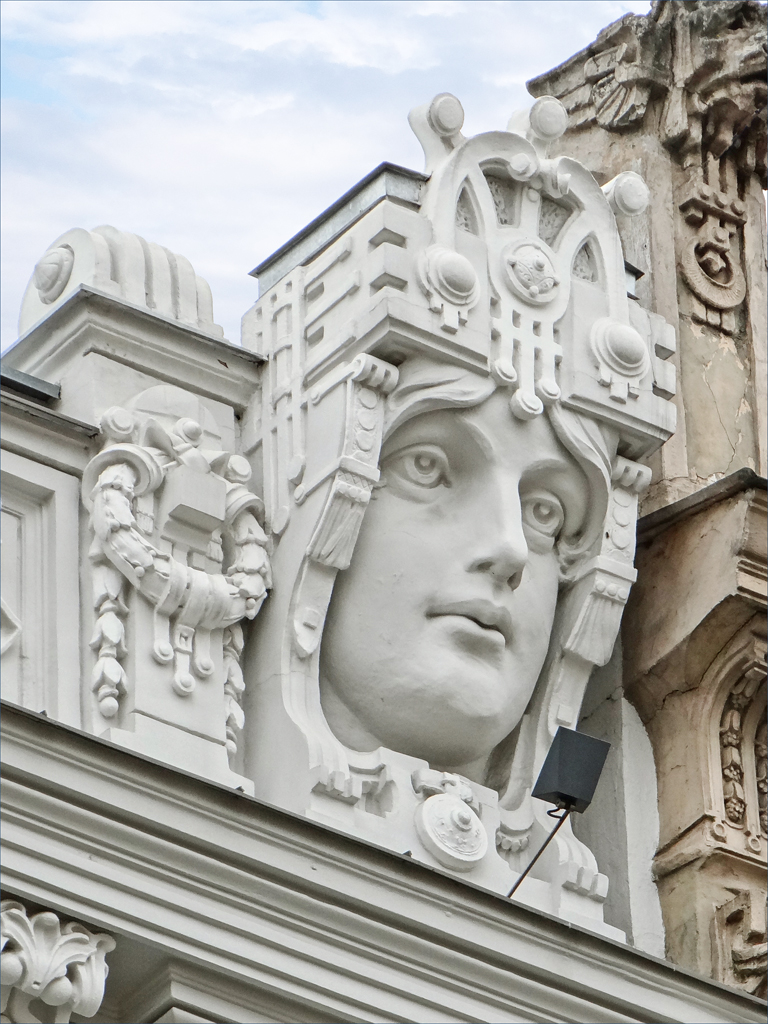
Výzdoba domu na Elizabetes iela 10b
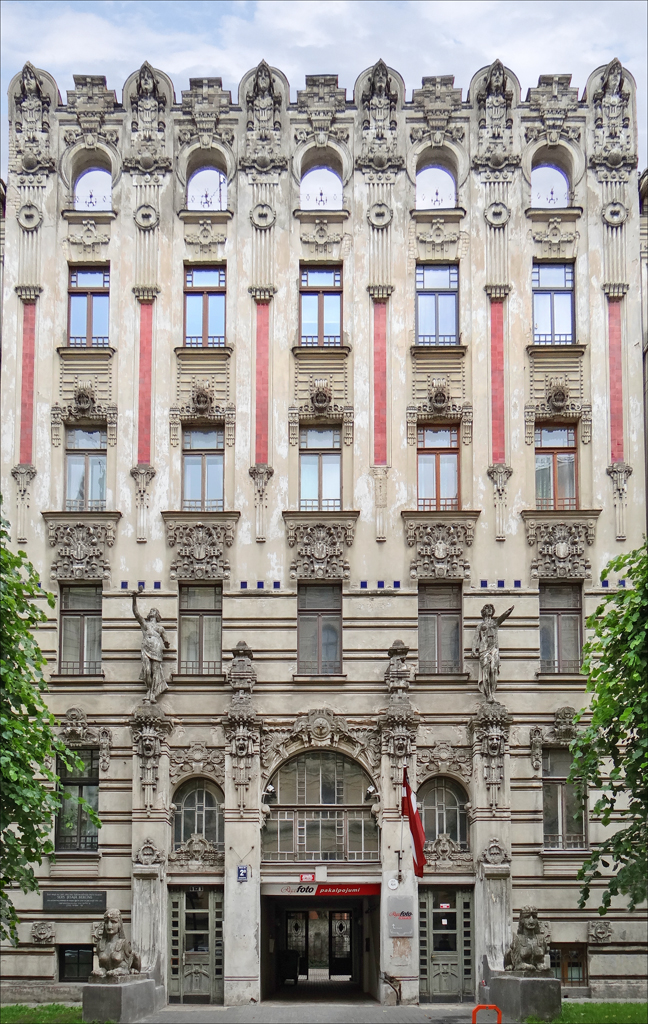
Budova na Alberta iela 2a
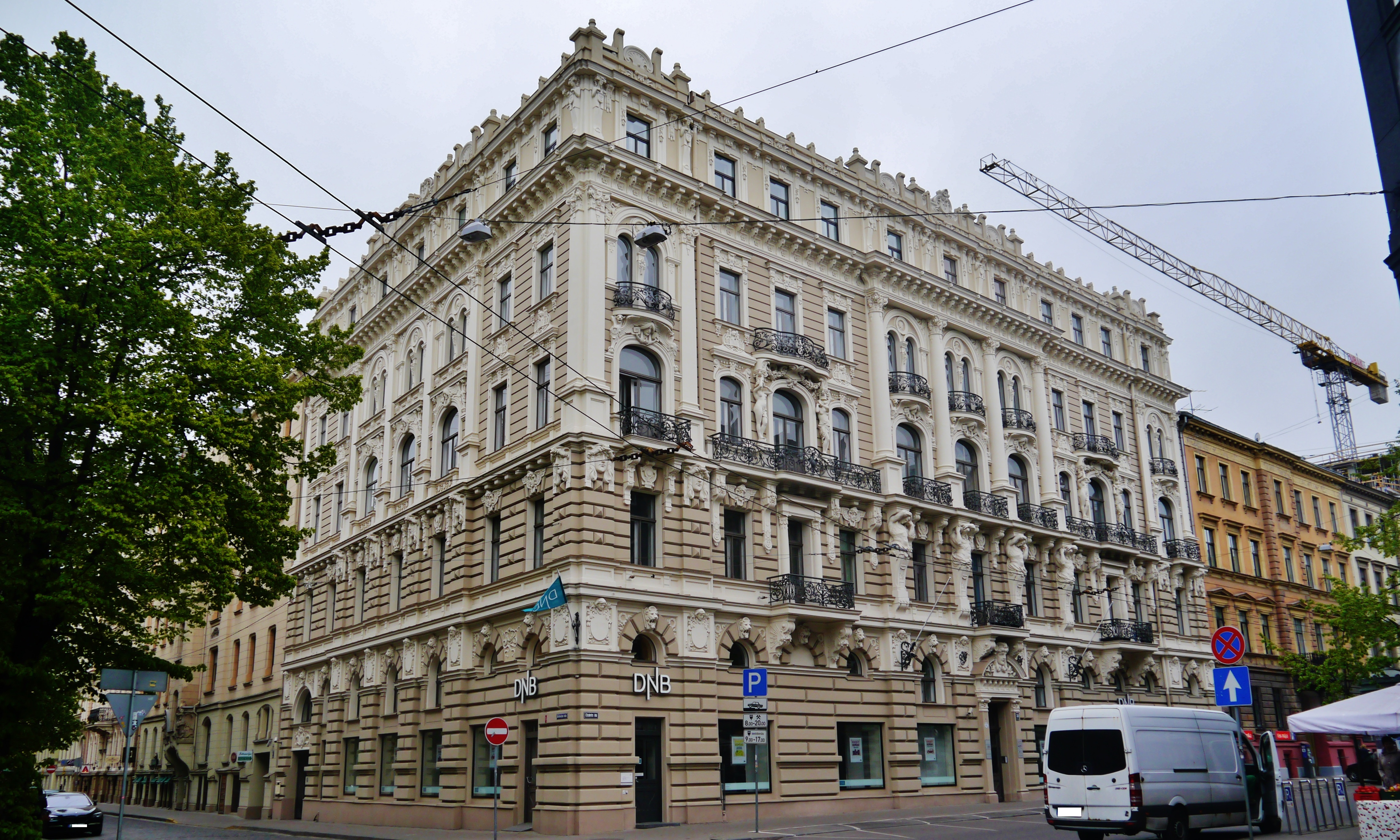
Budova na Elizabetes iela 33